# Lista de locomotivas produzidas pela GE Transportation
As locomotivas GE são produzidas pela GE Transportation, uma divisão da General Electric destinada a produzir equipamentos para diversas ramos da indústria pesada. Em 1913 a GE produziu sua primeira locomotiva, uma gasolina-elétrica, caraterizando este setor como um dos mais antigos na diversificada atuação da empresa.

## Diesel-elétricas
A seguir serão listadas as locomotivas diesel-elétricas General Electric que rodaram ou rodam no Brasil. Muitas dessas unidades foram produzidas no Brasil.

### Industrial ou manobreira
| MODELO                 | ANO DE PRODUÇÃO | FABRICANTE | TOTAL                                               | RODAGEM           | MOTOR         | POTÊNCIA | IMAGEM                |
| ---------------------- | --------------- | ---------- | --------------------------------------------------- | ----------------- | ------------- | -------- | --------------------- |
| 15T                    | ???             | GE         | EFL 2 - Atual ABPF                                  | B                 |               |          |                       |
| 25T                    | 1941-presente   | GE         | RVPSC 6 Porto do Recife 2                           | B                 | FNM (atual)   | 130 hp   |                       |
| 44T (47T - Fabricante) | 1947            | GE         | EFS (10)                                            | B-B               | Cu D17000     | 380      |                       |
| 70T                    | 1947-1952       | GE         | B-B - CM (12), EFSJ (15) e RVPSC (8) C-C - EFS (42) | B-B (35) C-C (42) | CB FWL 6T     | 600      |                       |
| 88T                    | 1956-1957       | GE         | EFS (30)                                            | B-B               |               |          |                       |
| 100T                   | 1952-1966       | GE         | CSN (7) e COSIPA (4)                                | B-B               |               |          |                       |
| SL65T                  | 1998            | GE         | EFC (2)                                             | B-B               | Cum. NT 855L4 | 600      |                       |
| SL100                  | 1998            | GE         | USIMINAS (2)                                        | B-B               | CumKTA 1150L  | 1000     |                       |
| U5B                    |                 | GE         |                                                     | B-B               | Cat D 379     | 540 hp   | Locomotiva U5B da FCA |
| U6B                    |                 | GE         |                                                     | B-B               | Cat D 379     | 600 hp   |                       |
| U8B                    |                 | GE         |                                                     | B-B               | Cat D 398     | 810 hp   |                       |
| UM10B                  | 1962-1993       | GE         | 24 - Brasil 86 - Total                              | B-B               | Cat D 398     | 1050 hp  |                       |

### Universal

#### Quatro Eixos
| MODELO | ANO DE PRODUÇÃO | FABRICANTE | TOTAL | RODAGEM | MOTOR | POTÊNCIA | IMAGEM |
| ------ | --------------- | ---------- | ----- | ------- | ----- | -------- | --- |
| U9B    |                 | GE         |       | B-B     |       | 975 hp   | Locomotiva U9B da RFFSA - NOB (nº2199 - Bauru-SP)                                                                 |
| U10B   |                 | GE         |       | B-B     |       | 1050 hp  | Locomotiva Diesel-Elétrica GE U10B (B-B) nº2206 da Transnordestina Logística S.A. em operação no Porto de Itaqui. |
| U12B   |                 | GE         |       | B-B     |       | 1200 hp  | |
| U13B   |                 | GE         |       | B-B     |       | 1300 hp  | |

#### Seis Eixos
| MODELO | ANO DE PRODUÇÃO | FABRICANTE | TOTAL | RODAGEM | MOTOR      | POTÊNCIA           | IMAGEM                       |
| ------ | --------------- | ---------- | ----- | ------- | ---------- | ------------------ | ---------------------------- |
| U18C   |                 | GE         | 05    | C-C     |            |                    |                              |
| U20C   |                 | GE         |       | C-C     |            | 2000 hp            |                              |
| U22C   | 1975-85         | GE         | 10    | C-C     | 7 FDL-12 B | 2300 hp (1,715 kW) |                              |
| U23C   | 1968-1976       | GE         | 223   | C-C     |            | 2250 hp            |                              |
| U26C   | 1972            | GE         |       | C-C     | GE FDL-16  | 2600 hp (1,860 kW) | ALL #9116, Pompéia-SP-Brasil |

### Dash-7

#### Seis Eixos
| MODELO  | ANO DE PRODUÇÃO                  | FABRICANTE | TOTAL               | RODAGEM | MOTOR     | POTÊNCIA            | IMAGEM |
| ------- | -------------------------------- | ---------- | ------------------- | ------- | --------- | ------------------- | ------ |
| C22-7i  | 1999 – 2002                      | GE         | 7                   | C-C     | 7 FDL 12  | 2200 hp             |        |
| C26-MMi |                                  |            |                     | C-C     |           |                     |        |
| C30-7A  | 1984                             |            | 50 (EUA) 7 (Brasil) | C-C     | GE FDL-12 | 3.000 hp (2,238 kW) |        |
| C30-7B  |                                  |            |                     | C-C     |           |                     |        |
| C36-7   | 1978-85                          |            | 599                 | C-C     |           | 3.600 hp (2,685 kW) |        |
| C36ME   | remanufaturadas a partir de 1999 |            | 35 - Brasil         | C-C     |           | 3.600 hp (2,685 kW) |        |

### Dash-8

#### Seis Eixos
| MODELO | ANO DE PRODUÇÃO | FABRICANTE | TOTAL | RODAGEM | MOTOR      | POTÊNCIA | IMAGEM |
| ------ | --------------- | ---------- | ----- | ------- | ---------- | -------- | ------ |
| C32-8  | 1984            | GE         | 1     | C-C     | GE 7FDL-12 | 3.200hp  |        |
| C40-8  | 1989            | GE         | 4     | C-C     | GE 7FDL-16 |          |        |

#### Oito Eixos
| MODELO  | ANO DE PRODUÇÃO | FABRICANTE | TOTAL | RODAGEM | MOTOR      | POTÊNCIA | IMAGEM                           |
| ------- | --------------- | ---------- | ----- | ------- | ---------- | -------- | -------------------------------- |
| BB40-8M | 1991            | GE         | 6     | B-B+B-B | GE 7FDL-16 | 4000 hp  | EFVM #1001 -Itabirá, MG - Brasil |

### Dash 9

#### Seis Eixos
| MODELO  | ANO DE PRODUÇÃO | FABRICANTE | TOTAL       | RODAGEM | MOTOR  | POTÊNCIA              | IMAGEM                                 |
| ------- | --------------- | ---------- | ----------- | ------- | ------ | --------------------- | -------------------------------------- |
| C38-EMi | 2006            | GE         | 40          | C-C     | 7FDL16 | 3800/4380 hp (2.9 MW) | MRS #3920-1-Casa de Pedra, MG - Brasil |
| C44-EMi | 2007 –          | GE         | 15 –        | C-C     | 7FDL16 | 4380 hp (2.9 MW)      |                                        |
| C44-9WM | 1993-2005       | GE         | 84 (Brasil) | C-C     | 7FDL16 | 4.380 hp              |                                        |

#### Oito Eixos
| MODELO      | ANO DE PRODUÇÃO | FABRICANTE | TOTAL | RODAGEM | MOTOR     | POTÊNCIA | IMAGEM |
| ----------- | --------------- | ---------- | ----- | ------- | --------- | -------- | ------ |
| GE BB40-9M  | 1995            | GE         | 12    | B-B+B-B | GE FDL-16 | 4000 hp  |        |
| GE BB40-9WM | 1997-2006       | GE         | 141   | B-B+B-B | GE FDL-16 | 4000 hp  |        |

## Locomotivas Elétricas
| MODELO                         | ANO DE PRODUÇÃO | FABRICANTE         | TOTAL | RODAGEM | POTÊNCIA | IMAGEM            |
| ------------------------------ | --------------- | ------------------ | ----- | ------- | -------- | ----------------- |
| GE 2-B+B-2                     | 1921            | GE-ALCO            | 4     | 2-B+B-2 | 1450 hp  |                   |
| GE B-B                         | 1921            | GE-ALCO            | 8     | B-B     | 1450 hp  |                   |
| GE B-B Baratinha               | 1924            | GE-ALCO            | 9     | B-B     | 460 hp   |                   |
| GE 1-C+C-1                     | 1928-29         | GE-ALCO            | 9     | 1-C+C-1 | 2170 hp  |                   |
| GE 1-C+C-1 Loba                | 1943-48         | GE Westinghouse-GE | 45    | 1-C+C-1 | 2000 hp  | GE Loba ALL #2013 |
| GE 2-C+C-2 V8 ou Escandalosa   | 1940-48         | GE Westinghouse    | 37    | 2-C+C-2 | 3817 hp  |                   |
| GE B-B Baratona                | 1947            | GE-ALCO            | 8     | B-B     | 460 hp   |                   |
| GE C-C Charutão ou Carioquinha | 1962            | GE                 | 6     | C-C     | 4400hp   |                   |
| GE 2-D+D-2 Russa               | 1951            | GE                 | 5     | 2-D+D-2 | 4655 hp  |                   |
| GE C-C Vanderléia              | 1967            | GE do Brasil       | 10    | C-C     | 4385 hp  |                   |
| GE B-B Mini-Saia               | 1968-69         | GE do Brasil       | 30    | B-B     | 1860 hp  |                   |

## Exportadas
A seguir serão listadas as locomotivas diesel-elétricas ou elétricas General Electric produzidas no Brasil e exportadas.

### Industrial ou manobreira
| MODELO     | ANO DE PRODUÇÃO | TIPO     | TOTAL | RODAGEM | MOTOR | POTÊNCIA | IMAGEM |
| ---------- | --------------- | -------- | ----- | ------- | ----- | -------- | ------ |
| GE B 21Ton | 1979            | Elétrica | 2     | B       |       |          |        |